# Championnat du Chili de football 2025
Navigation
Primera División 2024 Primera División 2026
La saison 2025 de Primera División est la 109e édition du Championnat du Chili de football de première division, connu sous le nom de « Campeonato Itaú » pour la deuxième fois. La compétition suit les mêmes règles que les années précédentes.
Cette édition marquera les débuts du CD Limache dans l'élite du football chilien. Il est accompagné par le CD La Serena qui revient à ce niveau après 2 ans d'absence.
La Banco Itaú continue à sponsoriser le tournoi pour la deuxième année consécutive. Le CSD Colo-Colo est le champion en titre et fête le 19 avril 2025 son centenaire.

## Règlement
La Primera División 2025 est composée de seize clubs qui s'affrontent tous lors de confrontations aller et retour. Le champion est l'équipe qui obtient le plus grand nombre de points après les 30 journées de championnat. À la fin de la compétition, les trois premières équipes se qualifient pour la Copa Libertadores 2026, les quatre clubs suivants se qualifient pour la Copa Sudamericana 2026 et les deux derniers sont relégués en Primera B l'année suivante. Le champion se qualifie également pour la Supercoupe du Chili.
Le classement est calculé avec le barème de points suivant : une victoire vaut trois points, le match nul un. La défaite ne rapporte aucun point.
À égalité de points, les critères de départage sont les suivants :
1. Plus grande différence de buts générale ;
2. Plus grand nombre de victoires ;
3. Plus grand nombre de buts marqués ;
4. Plus grand nombre de buts marqués à l'extérieur ;
5. Plus petit nombre de carton rouge ;
6. Plus petit nombre de carton jaune ;
7. Tirage au sort.

Dans le cas où deux équipes finissant à la première et deuxième place avec le même nombre de point, c'est un match de départage qui décide du champion.

## Participants
L'édition 2025 est la 13e édition à seize équipes, les deux promus de Primera B sont le CD La Serena et le CD Limache. Ces deux clubs remplacent les deux clubs relégués, le CD Cobreloa et le CD Copiapó.
| Club                    | Ville             | Etat                                            | Classement 2024 |
| ----------------------- | ----------------- | ----------------------------------------------- | --------------- |
| CSD Colo-Colo           | Santiago de Chile | Région métropolitaine de Santiago               | 1er             |
| CF Universidad de Chile | Santiago de Chile | Région métropolitaine de Santiago               | 2e              |
| CD Iquique              | Iquique           | Région de Tarapacá                              | 3e              |
| CD Palestino            | Santiago de Chile | Région métropolitaine de Santiago               | 4e              |
| CD Universidad Católica | Santiago de Chile | Région métropolitaine de Santiago               | 5e              |
| CD Unión Española       | Santiago de Chile | Région métropolitaine de Santiago               | 6e              |
| CD Everton              | Viña del Mar      | Région de Valparaíso                            | 7e              |
| CD Coquimbo Unido       | Coquimbo          | Région de Coquimbo                              | 8e              |
| Deportivo Ñublense      | Chillán           | Région de Ñuble                                 | 9e              |
| ACS Italiano            | Santiago de Chile | Région métropolitaine de Santiago               | 10e             |
| Unión La Calera         | La Calera         | Région de Valparaíso                            | 11e             |
| CD Huachipato           | Talcahuano        | Région du Biobío                                | 12e             |
| CD Cobresal             | El Salvador       | Région d'Atacama                                | 13e             |
| CD O'Higgins            | Rancagua          | Région du Libertador General Bernardo O'Higgins | 14e             |
| CD La Serena            | La Serena         | Région de Coquimbo                              | 1er (Primera B) |
| CD Limache              | Limache           | Région de Valparaíso                            | 7e (Primera B)  |

Légende des couleurs
- Phase de groupe de la Copa Libertadores 2025
- Tour préliminaire de la Copa Libertadores 2025
- Tour préliminaire de la Copa Sudamericana 2025
- Promu de Primera B 2024

## Compétition
| Rang | Équipe                  | Pts | J  | G  | N | P  | Bp | Bc | Diff |
| ---- | ----------------------- | --- | -- | -- | - | -- | -- | -- | ---- |
| 1    | CD Coquimbo Unido       | 47  | 20 | 14 | 5 | 1  | 32 | 11 | +21  |
| 2    | CF Universidad de Chile | 38  | 20 | 12 | 2 | 6  | 44 | 21 | +23  |
| 3    | ACS Italiano            | 37  | 20 | 11 | 4 | 5  | 33 | 26 | +7   |
| 4    | CD Palestino            | 35  | 19 | 10 | 5 | 4  | 26 | 16 | +10  |
| 5    | CD O'Higgins            | 34  | 20 | 9  | 7 | 4  | 22 | 21 | +1   |
| 6    | CD Universidad Católica | 30  | 19 | 8  | 6 | 5  | 29 | 21 | +8   |
| 7    | CD Cobresal             | 29  | 19 | 8  | 5 | 6  | 23 | 21 | +2   |
| 8    | CD Huachipato           | 28  | 20 | 8  | 4 | 8  | 30 | 30 | 0    |
| 9    | CSD Colo-Colo T         | 27  | 20 | 7  | 6 | 7  | 31 | 26 | +5   |
| 10   | Deportivo Ñublense      | 26  | 19 | 6  | 8 | 5  | 19 | 24 | -5   |
| 11   | Unión La Calera         | 23  | 20 | 6  | 5 | 9  | 17 | 21 | -4   |
| 12   | CD Everton              | 19  | 20 | 4  | 7 | 9  | 21 | 30 | -9   |
| 13   | CD La Serena P          | 19  | 20 | 5  | 4 | 11 | 24 | 36 | -12  |
| 14   | CD Limache P            | 17  | 20 | 4  | 5 | 11 | 22 | 30 | -8   |
| 15   | CD Unión Española       | 14  | 20 | 4  | 2 | 14 | 19 | 37 | -18  |
| 16   | CD Iquique              | 11  | 20 | 2  | 5 | 13 | 21 | 42 | -21  |

| Légende : Qualifications et relégations | Légende : Qualifications et relégations                                             |
| --------------------------------------- | ----------------------------------------------------------------------------------- |
|                                         | Qualification pour la phase de groupe de la Copa Libertadores 2026                  |
|                                         | Qualification pour le tour préliminaire de la Copa Libertadores 2026                |
|                                         | Qualification pour le tour préliminaire de la Copa Sudamericana 2026                |
|                                         | Relégation en Primera B                                                             |
|                                         | T : Tenant du titre P : Promus de Primera B C : Vainqueur de la Coupe du Chili 2025 |

| Résultats (▼dom., ►ext.)                                   | Cob | Col | Coq | Eve | Hua | Iqu | Ita | LaS | Lim | Nub | O'H | Pal | UnE | ULC | UCa | UCi |
| CD Cobresal                                                |     | -   | 1-2 | -   | -   | 2-1 | 0-1 | 3-1 | 3-1 | 1-1 | 0-0 | -   | -   | -   | 1-1 | 2-1 |
| CSD Colo-Colo                                              | 4-0 |     | 2-0 | 2-0 | 2-2 | -   | -   | 2-1 | -   | 2-2 | 0-1 | 1-1 | 4-1 | -   | 1-4 | -   |
| CD Coquimbo Unido                                          | 1-1 | -   |     | 2-1 | 0-0 | 4-1 | 2-1 | -   | 2-1 | -   | 2-0 | 0-0 | -   | -   | 1-0 | 1-0 |
| CD Everton                                                 | 2-2 | 1-1 | 0-0 |     | 4-1 | -   | 1-1 | -   | 0-0 | 1-2 | 0-1 | 1-2 | -   | 1-1 | -   | 2-0 |
| CD Huachipato                                              | 0-1 | 2-1 | -   | 4-0 |     | -   | -   | 3-1 | 4-0 | 0-1 | 2-1 | 2-2 | 2-1 | 1-0 | -   | -   |
| CD Iquique                                                 | -   | 2-2 | 0-3 | 1-2 | 3-0 |     | 1-0 | -   | -   | -   | -   | 1-3 | 0-4 | 0-1 | 2-2 | -   |
| ACS Italiano                                               | -   | 2-1 | -   | -   | 4-3 | 4-2 |     | 2-1 | 3-1 | -   | 1-0 | 1-1 | 2-0 | -   | 1-1 | 1-1 |
| CD La Serena                                               | 0-2 | 1-3 | 2-4 | 2-1 | -   | 2-1 | -   |     | 1-1 | -   | 3-3 | -   | 1-0 | 1-0 | -   | -   |
| CD Limache                                                 | -   | 1-0 | 1-2 | 1-1 | 2-3 | 2-0 | 4-0 | -   |     | 0-1 | -   | 0-1 | -   | 0-1 | -   | 2-0 |
| Deportivo Ñublense                                         | -   | -   | 0-0 | 1-0 | -   | 1-1 | 2-3 | 2-0 | 1-1 |     | 0-1 | 1-0 | -   | 1-1 | 1-1 | 2-2 |
| CD O'Higgins                                               | 1-0 | 1-1 | -   | -   | 0-0 | 2-2 | -   | 1-1 | 3-1 | -   |     | 1-0 | 1-0 | 1-0 | 2-0 | -   |
| CD Palestino                                               | 2-1 | -   | -   | -   | -   | 2-0 | 0-2 | 2-1 | -   | 2-0 | -   |     | 1-0 | 1-0 | 1-1 | 2-3 |
| CD Unión Española                                          | 0-1 | -   | 0-2 | 0-3 | -   | 2-2 | -   | 1-0 | 2-2 | 3-0 | -   | 0-3 |     | 3-1 | 1-2 | 0-2 |
| Unión La Calera                                            | 2-1 | 0-1 | 0-1 | -   | 1-0 | -   | 1-0 | 1-1 | -   | -   | 2-2 | -   | 4-0 |     | 1-1 | 0-4 |
| CD Universidad Católica                                    | -   | 2-0 | 0-3 | 6-0 | 1-0 | 1-0 | 3-1 | 1-3 | 2-1 | -   | -   | -   | -   | -   |     | -   |
| CF Universidad de Chile                                    | 0-1 | 2-1 | -   | -   | 5-1 | 3-1 | 1-3 | 3-1 | -   | 5-0 | 6-0 | -   | 4-1 | 1-0 | 1-0 |     |
| - Victoire à domicile - Match nul - Victoire à l'extérieur |     |     |     |     |     |     |     |     |     |     |     |     |     |     |     |     |

## Statistiques

### Classement des buteurs
|     | Buteur | Club | Buts |
| --- | ------ | ---- | ---- |
| 1er |        |      |      |
| 2e  |        |      |      |
| 3e  |        |      |      |
| 4e  |        |      |      |
| 5e  |        |      |      |

### Classement des passeurs
|     | Passeur | Club | Buts |
| --- | ------- | ---- | ---- |
| 1er |         |      |      |
| 2e  |         |      |      |
| 3e  |         |      |      |
| 4e  |         |      |      |
| 5e  |         |      |      |

## Bilan de la saison
| Championnat du Chili de football 2025 |   |
| Champion                              |   |
| Coupes et trophées                    |   |
| Vainqueur de la Coupe du Chili 2025   | 0 |
| Qualifications continentales          |   |
| Copa Libertadores                     |   |
| Copa Sudamericana                     |   |
| Promotions et relégations             |   |
| Promus en Primera División            |   |
| Relégués en Primera B                 |   |